# Pamplona, Cagayan
Pamplona là một đô thị hạng 4 ở tỉnh Cagayan, Philippines. Theo điều tra dân số năm 2000, đô thị này có dân số 20.142 người trong 3.787 hộ.

## Các khu phố (barangay)
Pamplona được chia thành 18 khu phố (barangay).
| - Abanqueruan - Allasitan - Bagu - Balingit - Bidduang - Cabaggan - Capalalian - Casitan - Centro (Pob.) | - Curva - Gattu - Masi - Nagattatan - Nagtupacan - San Juan - Santa Cruz - Tabba - Tupanna |